# Ferdinand Doelle
Ferdinand Doelle OFM (* 7. September 1875 in Birkungen als Friedrich Adalbert Doelle; † 17. November 1935 in Paderborn) war ein deutscher Franziskaner, Herausgeber und Historiker seines Ordens.

## Leben
Friedrich Adalbert Doelle besuchte die landwirtschaftliche Schule zu Worbis und machte anschließend auf dem Gymnasium der Franziskaner in Harreveld bei Winterswijk sein Abitur. 1896 trat er in den Franziskanerorden ein, wo er den Ordensnamen Ferdinand erhielt, und studierte Philosophie und Theologie an den Studienhäusern der Sächsischen Franziskanerprovinz vom heiligen Kreuz (Saxonia). 1905 empfing er in Paderborn die Priesterweihe und war anschließend im Franziskanerkloster Paderborn (bis 1909), an der Kreuzbergkirche Bonn (1909–1911 und 1914–1927), Münster (1911–1914) als Seelsorger und ab 1927 als Lektor am Ordensstudium in Paderborn tätig. Ein Universitätsstudium in Münster schloss er am 20. Mai 1914 mit einer Dissertation über die Observanzbewegung in der sächsischen Franziskanerprovinz ab. 1915 wurde er Schriftleiter der Zeitschrift Franziskanische Studien, die die Saxonia herausgab, und Mitherausgeber der Beihefte zu der Zeitschrift. Wegen seiner Mitarbeit an den Franziskanischen Studien versetzte ihn seine Ordensprovinz 1914 wieder in das Kloster auf dem Kreuzberg in Bonn. Doelle erforschte vor allem die Geschichte der Sächsischen Franziskanerprovinz und war als geachteter Wissenschaftler Mitglied im Beirat der Görres-Gesellschaft.
Bereits seit 1906 hatte Doelle an einem Projekt zur Aufarbeitung der Geschichte der Saxonia nach der historisch-kritischen Methode und einheitlichen Grundsätzen mitgearbeitet. Vorgesehen war eine dreibändige Veröffentlichung. Das Projekt stand unter der Leitung von Patricius Schlager. Ferdinand Doelle unternahm in dem Zusammenhang 1911 und 1912 Forschungsreisen nach Berlin, Frankfurt (Oder) und Dresden. Nach dem Ersten Weltkrieg wurden die Arbeiten an einer solchen übergreifenden Reihe jedoch nicht fortgesetzt.
Doelles Nachlass wird in der Fachstelle Franziskanische Forschung in Münster aufbewahrt.

## Schriften
- Die Observanzbewegung in der sächsischen Franziskanerprovinz bis zum Beginn der Glaubensspaltung. Mit Berücksichtigung der Martinianischen Reform in Kursachsen. Dissertation, Universität Münster 1914 (Digitalisat; nur erster Teil der 1918 vollständig erschienenen Studie).
- Reformtätigkeit des Provinzials Ludwig Henning in der sächsischen Franziskanerprovinz (1507–1515) (= Franziskanische Studien. Beiheft 3). Aschendorff, Münster 1915 (Digitalisat).
- Die Observanzbewegung in der sächsischen Franziskanerprovinz (Mittel- und Ostdeutschland) bis zum Generalkapitel von Parma 1529 (= Reformationsgeschichtliche Studien und Texte. Band 30 und 31). Aschendorff, Münster 1918 (online).
- Die Martinianische Reformbewegung in der sächsischen Franziskanerprovinz (Mittel- und Nordost-Deutschland) im 15. und 16. Jahrhundert (= Franziskanische Studien. Beiheft 7). Münster 1921.
- Die Franziskaner in Deutschland (= Religiöse Quellenschriften. Heft 15). Düsseldorf 1926.
- Arbeiten des kirchenhistorischen Seminars der Franziskaner zu Paderborn. Münster 1930.
- Der Klostersturm von Torgau im Jahre 1525 (= Franziskanische Studien. Beiheft 14). Münster 1931.
- Reformationsgeschichtliches aus Kursachsen. Vertreibung der Franziskaner aus Altenburg und Zwickau (= Franziskanische Studien. Beiheft 16). Münster 1933.
- Die Regelobservanz in der rheinischen Kapuzinerprovinz von der Gründung bis zur Teilung, 1611–1668 (= Franziskanische Studien. Beiheft). Münster 1936.